# Hannoversche Waggonfabrik

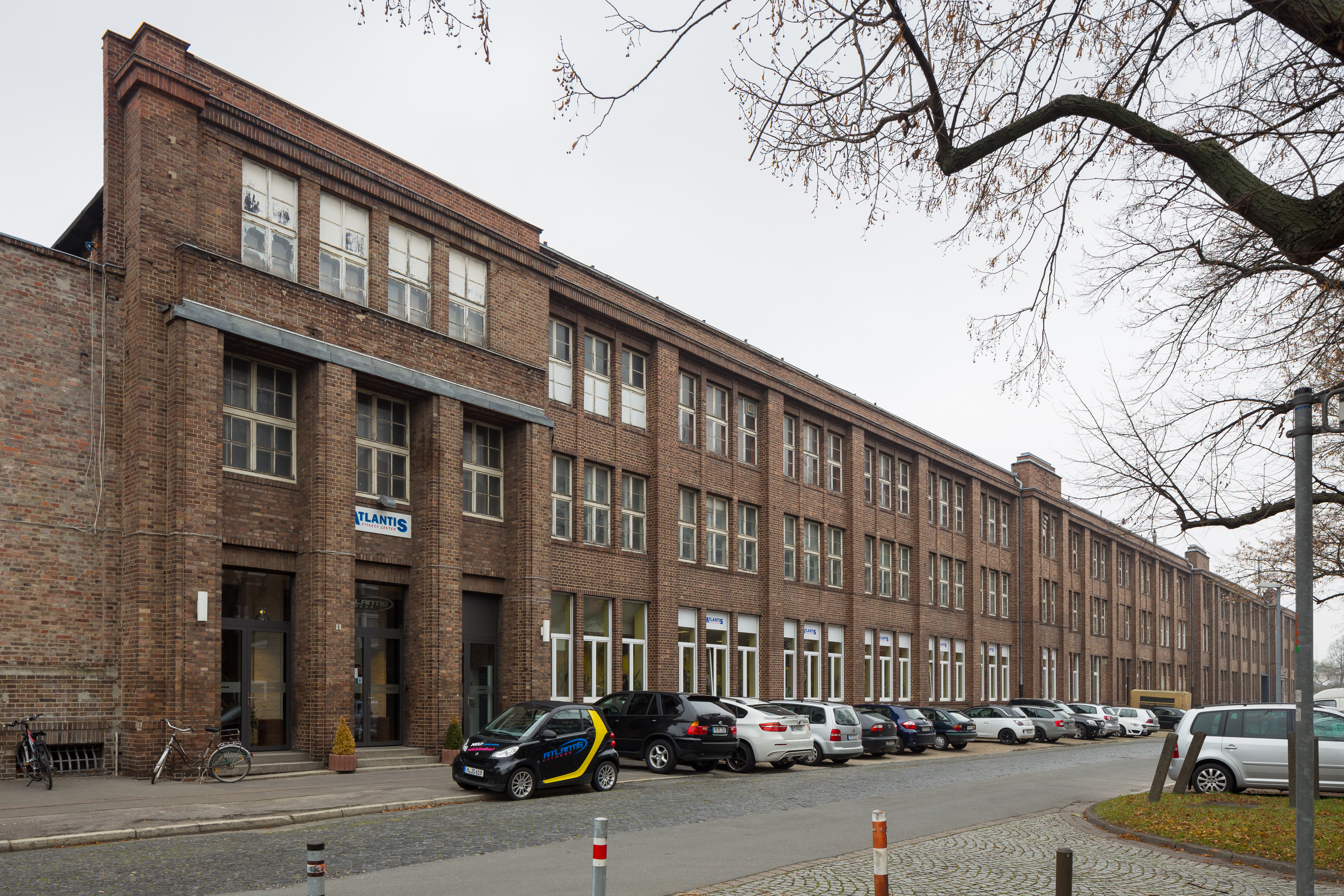
Früheres Verwaltungsgebäude an der Göttinger Chaussee (heute: Göttinger Hof)

Die Hannoversche Waggonfabrik AG (HAWA) in Hannover-Linden produzierte von 1898 bis 1933 Eisenbahnwagen, Straßenbahnwagen, Automobile, Kampfflugzeuge und Landmaschinen.

## Vorgeschichte

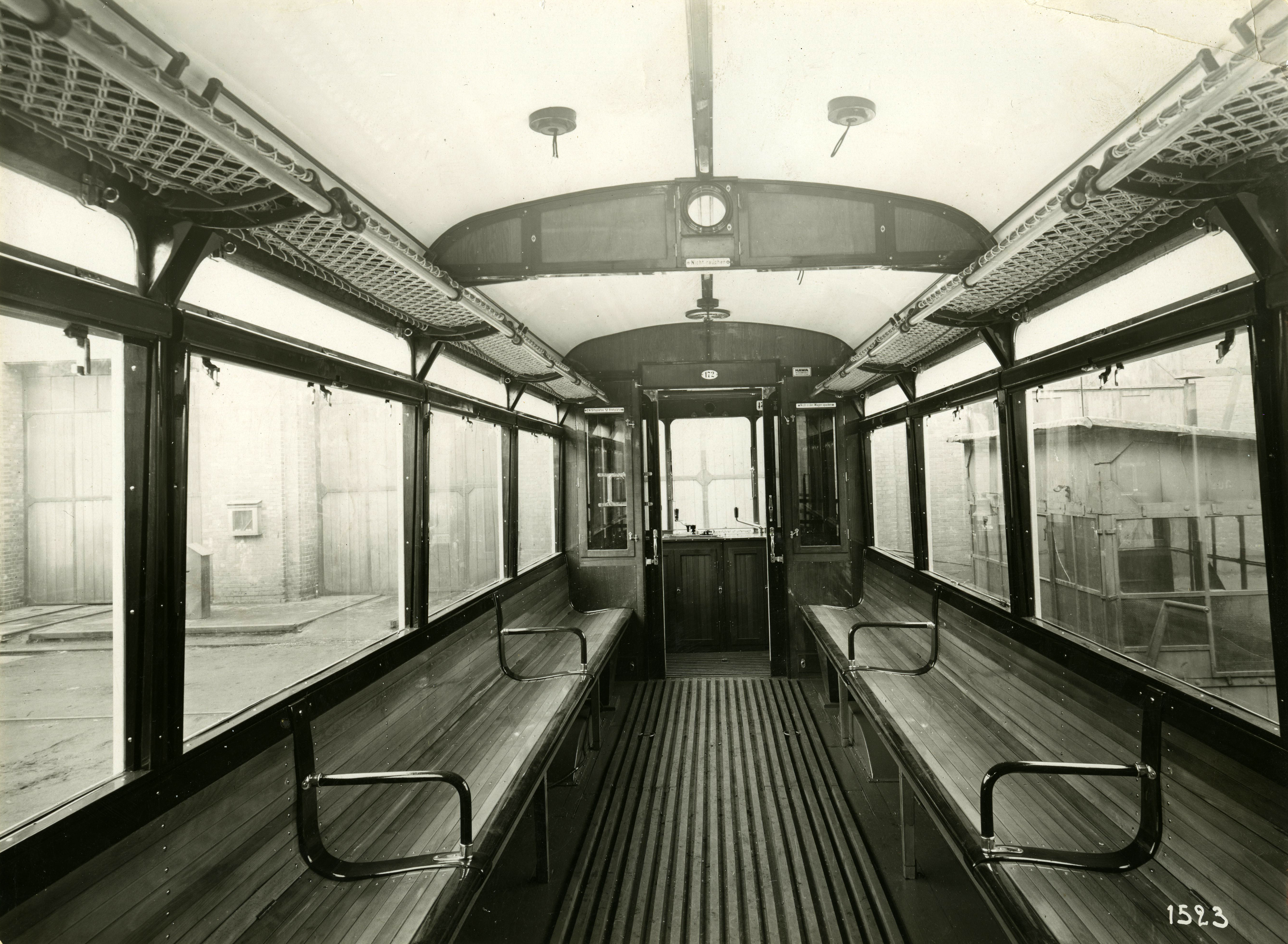
Innenaufnahme Üstra Tw 172 („Stahlwagen“)

Der Artillerie-Rademacher Heinrich Christian Oelschläger betrieb seit 1830 in Linden das Rademacherhandwerk. Sein geschäftstüchtiger Sohn Friedrich Oelschläger erhielt 1857 die Erlaubnis, Kutschwagen herzustellen. Außerdem fertigte er Einzelteile, wie Räder, Deichseln, Achsen und führte Reparaturarbeiten aus.
Das Geschäft ging auf Wilhelm Buschbaum über, der mit dem Stellmachermeister Fritz Holland einen Teilhaber fand, der für eine Erweiterung des Bauprogramms und Vergrößerungen der Fabrikanlagen sorgte. Als ein großer Bedarf an Eisenbahnfahrzeugen auftrat, stellte man den Betrieb auf Waggonbau um. 1891 erhielten sie den ersten Waggonauftrag über 25 Pferdebahnwagen für die hannoversche Straßenbahn. Nach weiteren Straßenbahn-Aufträgen für Braunschweig und Stadthagen folgte 1895 der erste Auftrag über Personen- und Güterwagen für die Eisenbahn Börßum—Hornburg (vgl. Osterwieck-Wasserlebener Eisenbahn).
Nachdem Max Menzel (* 25. Juli 1858 in Gadebusch; † 1903) sich die finanzielle Unterstützung des Hannoverschen Bankhauses Ephraim Meyer & Sohn gesichert hatte, trat er an die Firma Buschbaum & Holland heran, und nach längeren Verhandlungen wurde schließlich die Aktiengesellschaft gegründet. Die Gründung fiel in eine Zeit der Stagnation, in dem Jahr waren sechs Waggonfabriken gegründet worden. Ungünstige Zahlungsbedingungen sowie stark gedrückte Preise verzögerten den Aufschwung trotz reichlicher Aufträge. Nachdem es der Gesellschaft gelungen war, bedeutende Aufträge aus dem Ausland zu erhalten, zumeist für Straßenbahnwagen, die sie in Gemeinschaft mit der AEG herstellten, waren diese Schwierigkeiten überwunden.

## Geschichte

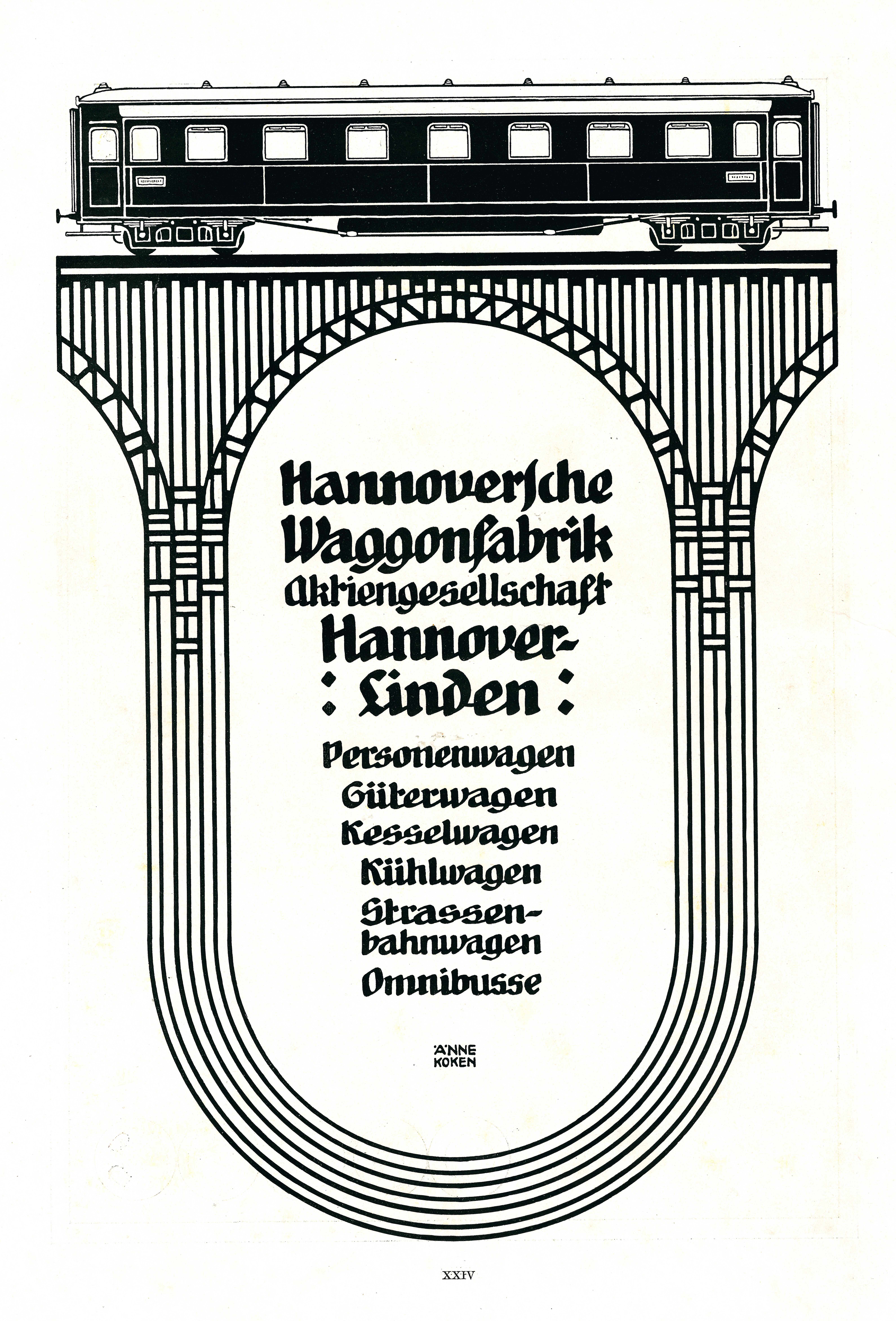
Ganzseitige Anzeige mit Auflistung der Produkte Personenwagen, Güterwagen, Kesselwagen, Kühlwagen, Straßenbahnwagen, Omnibusse;
Illustrirten Zeitung vom 20. April 1911, signiert Änne Koken

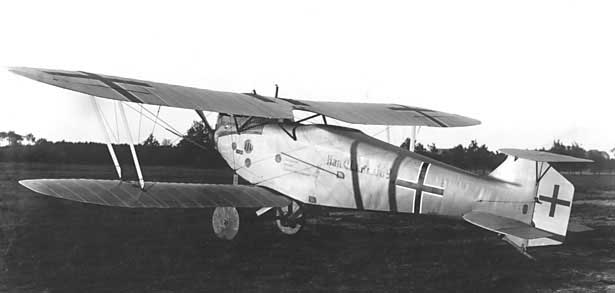
Eine Hannover CL. II aus dem Jahr 1918

Aktie über 100 RM der Hannoverschen Waggonfabrik AG vom 15. März 1926

Die Gesellschaft wurde am 6. Februar 1898 in Linden bei Hannover als Hannoversche Holzbearbeitungs- und Waggonfabriken (vorm. Max Menzel und Buschbaum & Holland) AG gegründet. Gegenstand des Unternehmens war der Betrieb einer Waggonbau-, Wagenbau- und Holzbearbeitungsfabrik, insbesondere zur Herstellung und Verwertung aller Arten von Eisenbahn-, Straßenbahn- und sonstiger Wagen, die Herstellung und Veräußerung aller zur Ausrüstung von Eisenbahn- und sonstigen Transportmitteln erforderlichen Gegenstände. 1904 wurde die Firmenbezeichnung in Hannoversche Waggonfabrik AG und 1925 in Hannoversche Waggonfabrik AG (Hawa) geändert.
Die HAWA war bekannt für ihren Betriebssport. 1921 und 1922 war Hawa-Alexandria Hannover Vizemeister der Rugby Union in Deutschland.
Kurz nach der Deutschen Hyperinflation geriet HAWA erstmals in Insolvenz und riss damit das Bankhaus Ephraim Meyer & Sohn 1924 in ernste Zahlungsschwierigkeiten: Die Bank hatte eine einzulösende Garantie auf eine Anleihe der HAWA abgegeben und musste nun von einem durch die Reichsbank initiierten Konsortium von anderen Privatbanken gestützt werden. In der Folge verlor die Gründerfamilie Meyer ihre Anteile an der Bank; diese wurden vom Bankhaus Z. H. Gumpel übernommen.
Am 14. Dezember 1931 musste die HAWA infolge der Weltwirtschaftskrise ein gerichtliches Vergleichsverfahren anmelden. Am 17. Februar 1932 wurde die Liquidation der Gesellschaft beschlossen.
Nach der Abwicklung des Konkurses 1933 wurde ab 1935 auf dem Gelände der HAWA durch die seit 1918 in Bonn sitzende Vereinigte Leichtmetall-Werke GmbH (VLM) ein seinerzeit neuzeitliches Aluminium-verarbeitendes Werk errichtet.

## Firmengelände am Lindener Bahnhof

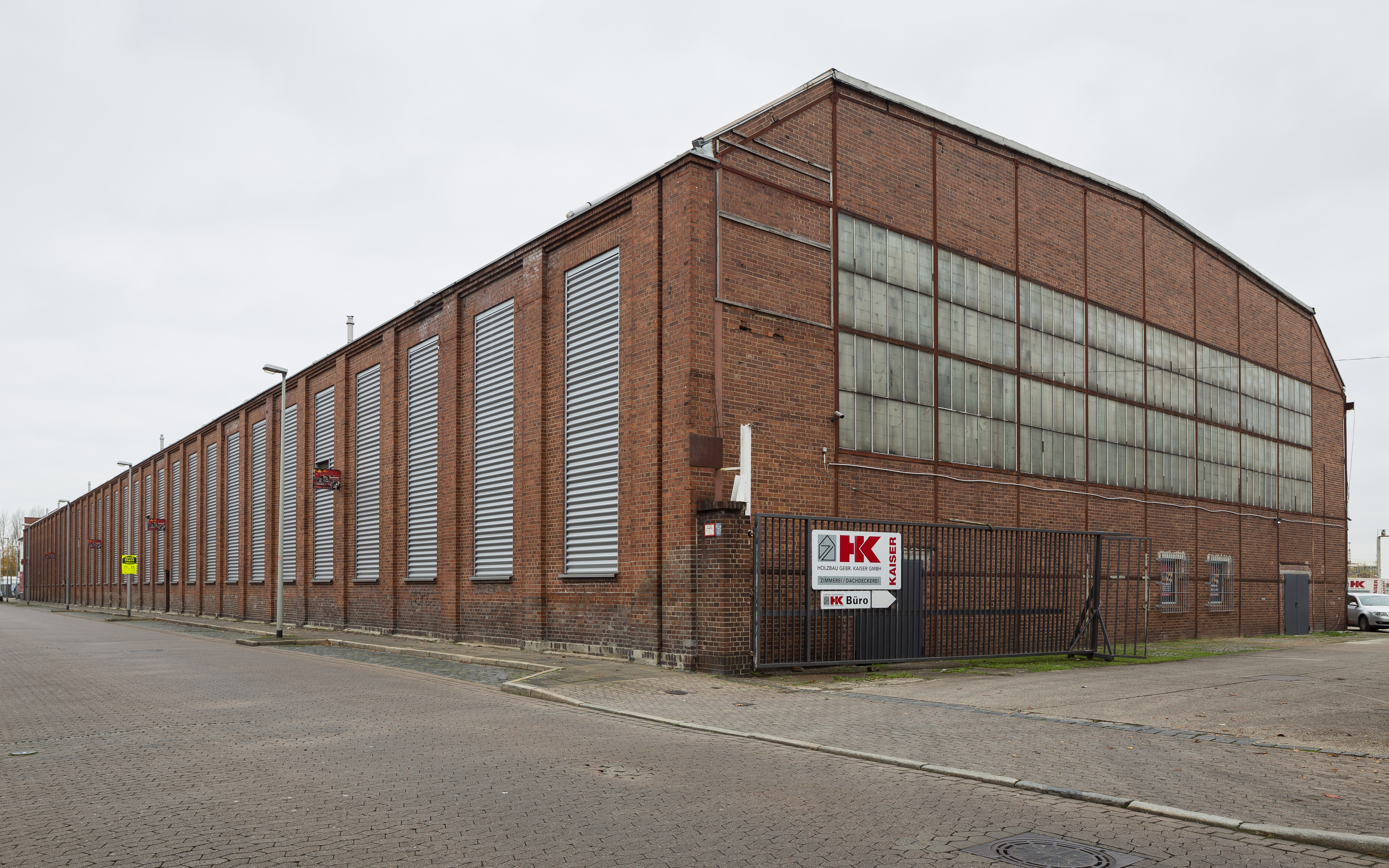
Ehemalige, 130 m lange Fabrikhalle am Schlorumpfsweg

In den 1890er Jahren erwarb die HAWA ein neues Grundstück südlich des Lindener Bahnhofs Fischerhof.:333-5 Die bisherigen Anlagen der beiden Teilbetriebe waren zu klein geworden und es fehlte ein direkter Gleisanschluss. Nachdem 1896 die alten Produktionsstätten bei einem Großbrand zerstört worden waren, erfolgte die Umsiedlung noch im gleichen Jahr. Begrenzt wurde das neue Firmengelände im Norden durch die Gleise des Bahnhofs, im Osten durch die Göttinger Chaussee (heute: Göttinger Hof) und im Süden und Westen durch den Schlorumpfsweg, außerdem begrenzten die Anschlussgleise nach Süden das Gelände.
1914 kam es erneut zu einem Feuer, das einen Großteil der Fabrikanlagen vernichtete.:468 Die HAWA beauftragte in der Folge den bedeutenden Architekten Peter Behrens damit, Pläne für den Wiederaufbau zu gestalten. Zur damaligen Zeit war es üblich, dass Ingenieure das Innere von Industriegebäuden entwickelten während sich Architekten um das äußere Erscheinungsbild kümmerten. Diese Trennung führte oft zu einem starken Kontrast zwischen dem sachlichen Innenleben und einer reich verzierten Fassade. Behrens betrachtete den Bau der gesamten Fabrik als architektonisches Problem. Unterstützt wurde er darin durch die Elektrifizierung: Sie erlaubte den Architekten, die Bauten nun von innen heraus zu konstruieren. Für die HAWA entwarf Peter Behrens zwei große Fabrikhallen, die in den Jahren nach 1914 errichtet wurden.:470-1 Bei der einen handelte es sich um eine dreischiffige Wagenmontierungshalle, basierend auf einem Skelett gradliniger Stabfachwerke. Dreieckige Dachaufsätze sorgten für die Belichtung der Hallenschiffe. Die zweite Halle war für die Holzbearbeitung gedacht. Behrens verwandte hierfür eine Stahlbeton-Konstruktion mit beachtlichem Dreigelenkrahmen, der einen stützenfreien Innenraum erlaubte. Zwei kleinere, über Geschossdecken gegliederte, Seitenschiffe wurden an die Halle angehängt. Ein Verbindungsbau verknüpfte die beiden Hallen zu einem einheitlichen Komplex. Die drei Gebäude erhielten eine gleichartige Fassade, obwohl sich die zugrundeliegenden Konstruktionen unterschieden. Die Fassade zum Schlorumpfsweg hatte eine Länge von 110 m. Die Gebäude gelten als ein Höhepunkt der Industriearchitektur Lindens.:468 Von den Gebäuden, die Behrens in der Zeit des Ersten Weltkrieges für HAWA errichtet hatte, haben sich „[…] leider nur noch wenige Fassadenreste am Schlorumpfsweg“ erhalten. Mit dem später errichteten Wohngebäude Ricklinger Stadtweg 50/52 sollte „[…]vermutlich […] ein städtebaulicher Bezug zur Bebauung des HAWA-Geländes hergestellt werden.“
In den Jahren nach dem Ersten Weltkrieg entwickelte sich die Konjunktur günstig für die Lindener Industriebetriebe. Bei der HAWA entstand 1919 ein neues Verwaltungsgebäude an der damaligen Göttinger Chaussee mit dahinterliegenden Fabrikhallen.:514-5 Etwas westlich gelegen, direkt an den Bahngleisen, wurde 1923 eine neue Kraftanlage mit markantem Wasserturm errichtet. Diese Gebäude befanden sich auf dem Grundstück der früheren Aktienzuckerfabrik Linden, das die HAWA 1916 erworben hatte.
Auf dem Gelände der stillgelegten HAWA errichteten die in Bonn sitzenden Vereinigten Leichtmetall-Werke im Jahr 1935 ein damals neuzeitliches Aluminium-verarbeitendes Werk, die Vereinigten Leichtmetall-Werke (Hannover).

## Produkte
Die HAWA hatte eine große Produktionspalette vom eisernen Gartenpavillon über Traktoren, Dreschmaschinen, Elektrofahrzeugen bis hin zu Straßen- und Eisenbahnwaggons sowie Flugzeugen und Segelflugzeugen.

### Schienenfahrzeuge
Die Fabrik stellte Eisenbahnwagen unter anderem für die Erstausstattung der Nordhausen-Wernigeroder Eisenbahn-Gesellschaft her.
Straßenbahnwagen produzierte sie u. a. für die Straßenbahn Hannover, die Berliner Straßenbahn (TF 20/29 und T 24), die Straßenbahn Freiburg, die Straßenbahn Gießen, die Hofer Straßenbahn, die Straßenbahn Nordhausen, die Straßenbahn Den Haag, die Ostjavanische Dampfstraßenbahngesellschaft und die Straßenbahn Trondheim.

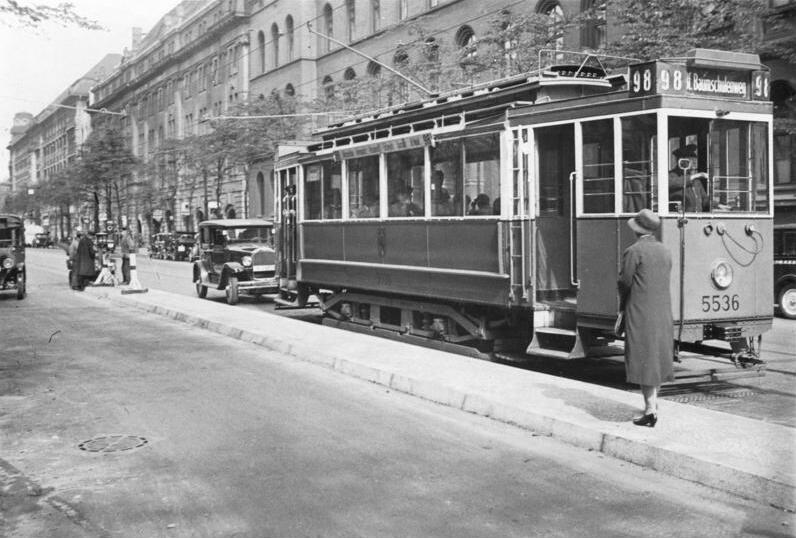
HAWA-Triebwagen GBS Bauart 1920 in Berlin
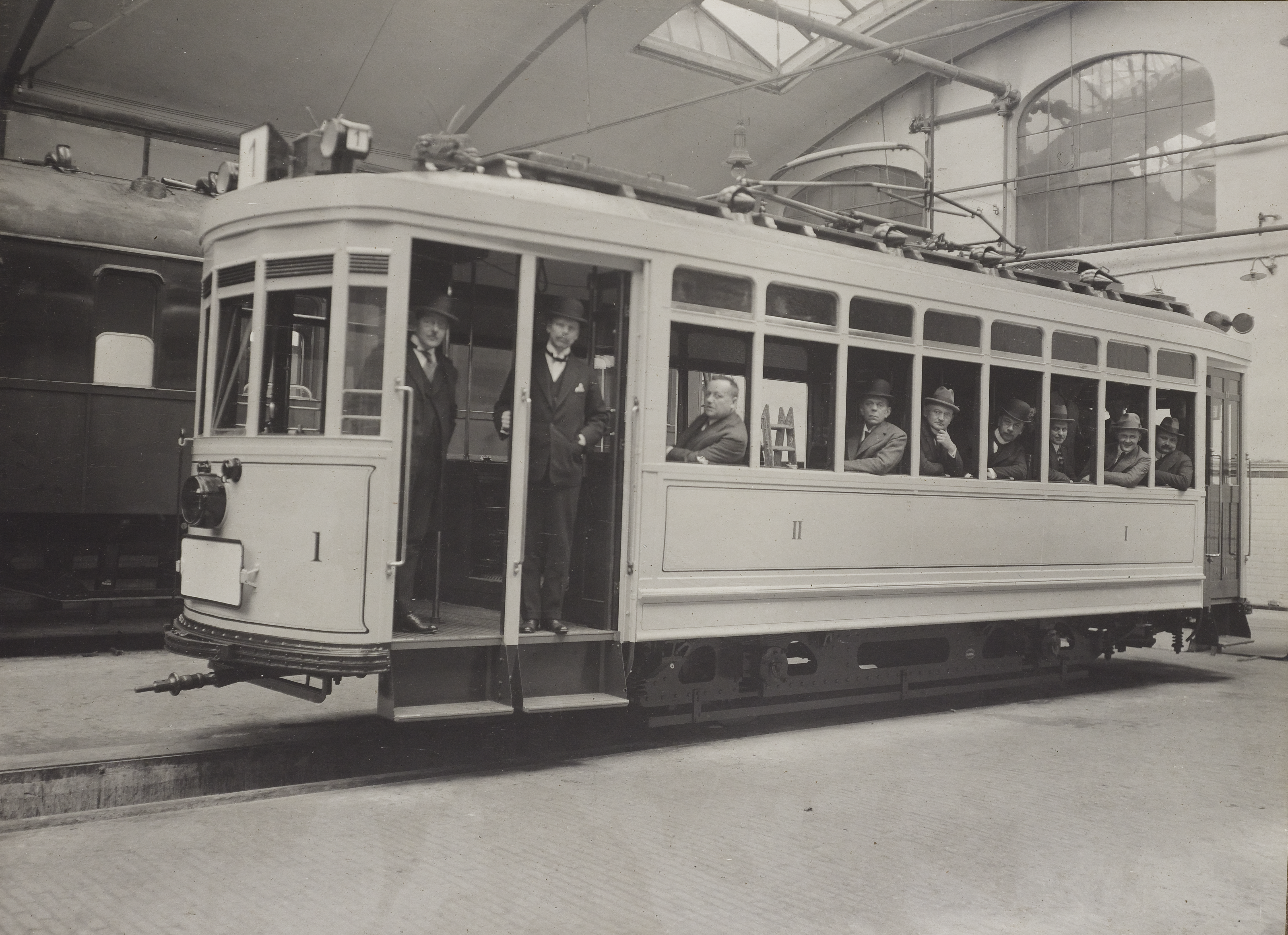
HAWA-Triebwagen für die OJS in Surabaya (damals in Niederländisch-Indien) aus dem Jahr 1923
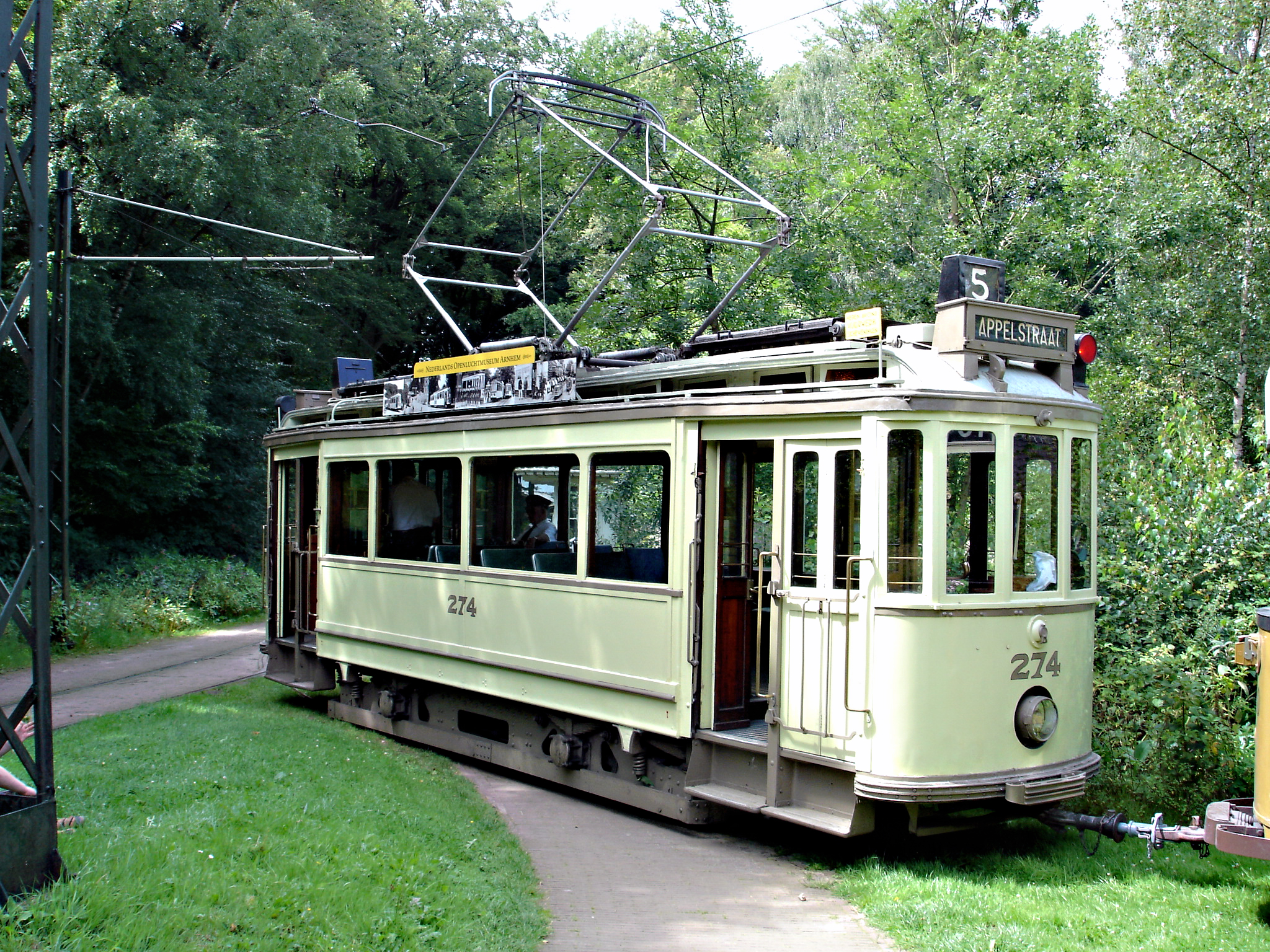
HAWA-Triebwagen 274 der Straßenbahn Den Haag aus dem Jahr 1921
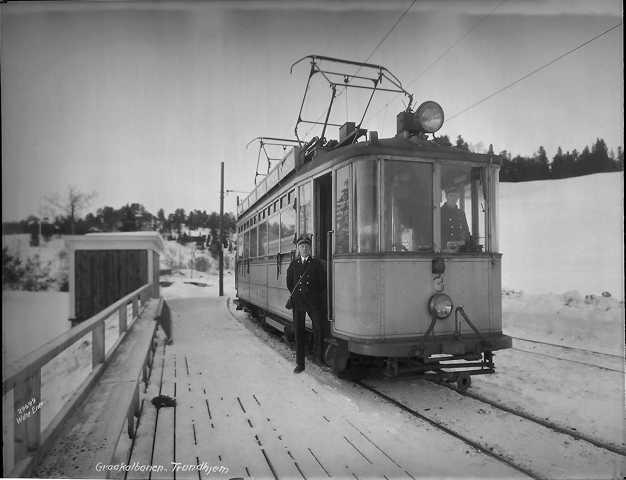
HAWA-Triebwagen der Straßenbahn Trondheim aus dem Jahr 1924
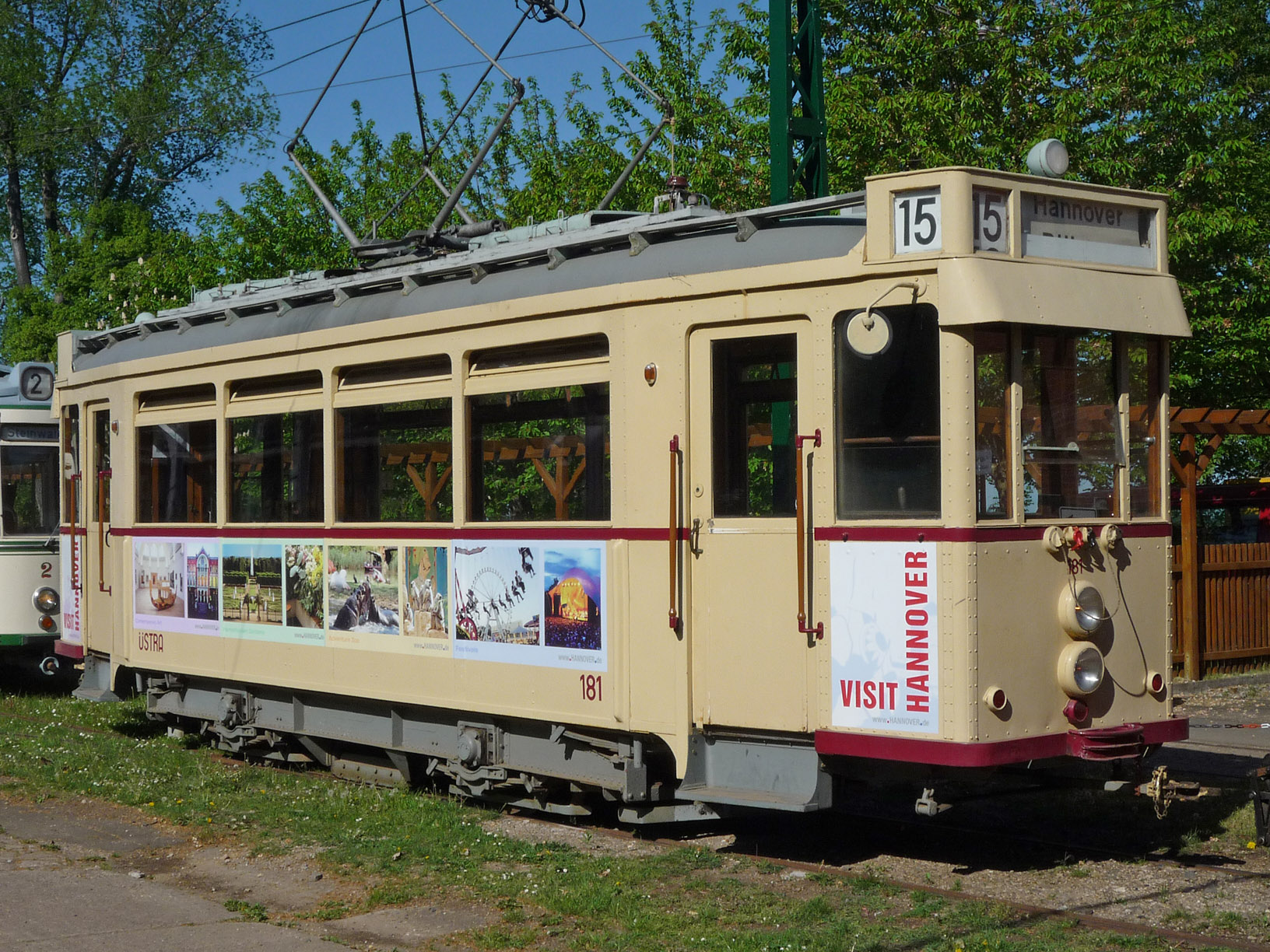
HAWA-Triebwagen der Straßenbahn Hannover aus dem Jahr 1928

Insgesamt stellte das Unternehmen in seiner rund 30-jährigen Geschichte etwa 45.000 Wagen für Eisen- und Straßenbahnen her.
Im Ersten Weltkrieg wurden vermehrt militärische Eisenbahnwagen zur Beförderung von Munition und Proviant produziert, ebenso Lazarett- und Feldküchenwagen.

### Flugzeugbau

„HAN“-Flieger über den Fabrikgebäuden;
Ganzseitige Anzeige in der Illustrirten Zeitung, Kriegsnummer 202 von 1918, signiert Blumer

Zunächst als Instandsetzungswerk für Flugzeuge übernahm die HAWA auf Grund ihrer Erfahrungen im Bau von Holzkonstruktionen die Herstellung neuer Maschinen und Ersatzteile. Im Frühjahr 1915 begann die Lizenzfertigung der Aviatik C.I, später die der Rumpler C.Ia und der Halberstadt D.II. Dazu legte die HAWA an ihrem Werk in Linden auf dem Gelände, das von Schlorumpfsweg, Schlorumpfskoppelweg (heute: Mercedesstraße), Hamelner Chaussee (heute: Am Tönniesberg) und Pfarrstraße (heute Teil der Bückeburger Allee) begrenzt wurde, einen Werksflugplatz an. Hier konnten die von ihr hergestellten und gewarteten Flugzeuge starten und landen.
Seit September 1916 war Hermann Dorner Chefkonstrukteur. Ab 1917 produzierte HAWA eigene Konstruktionen, darunter die sehr erfolgreichen Hannover CL-Typen. Das Segelflugzeug HAWA Vampyr von 1921, das als Urahn der modernen Segelflugzeuge gilt, wurde von Studenten der Technischen Hochschule Hannover, die zuvor Weltkriegspiloten gewesen waren, konstruiert und von der HAWA gebaut.
Der HAWA Werksflugplatz in Linden war ab 1919 der erste zivile Flughafen Hannovers, da der Flugplatz Vahrenwald als militärisches Objekt eingestuft war und eine zivile Nutzung nach dem Ersten Weltkrieg zunächst untersagt war. 1928 wurde er vom Flugplatz Vahrenwald als offizieller hannoverscher Flughafen abgelöst und 1930 geschlossen.

### Zugmaschinen und Traktoren
Zunächst entstand 1919 der Schlepper „Karwa“, es handelte sich um einen vom Landmaschinenhändler Karl v. Wangenheim (daher „Karwa“) konstruierten Schlepper mit einem 45-PS- oder 60-PS-BMW-Motor, von dem entweder nur ein Prototyp oder ganz wenige Exemplare gebaut wurden. Ab 1922 erfolgte der Serienbau eines Schleppers mit dem Namen „Feldzug“, ursprünglich mit Oberursel-, ab 1925 bis 1931 mit Breuer-Motor. Auch diese Zugmaschine, als Straßen- und als Ackerschlepper angeboten, war kein Erfolg. Nachfolgend eine Übersicht über die technischen Daten der einzelnen Typen:
| Typ     | Radst. (m) | Gew.(kg) | Zylinder | Bo/Hub  | cm³  | PS/min |
| ------- | ---------- | -------- | -------- | ------- | ---- | ------ |
| Karwa   |            | 4000     | 4        | 120/180 | 8138 | 45/800 |
| Feldzug |            | 1800     | 4        | 115/150 | 6230 | 27/850 |
| IV      | 1670       | 2100     | 4        | 115/150 | 6230 | 28/800 |

### Elektro-PKW

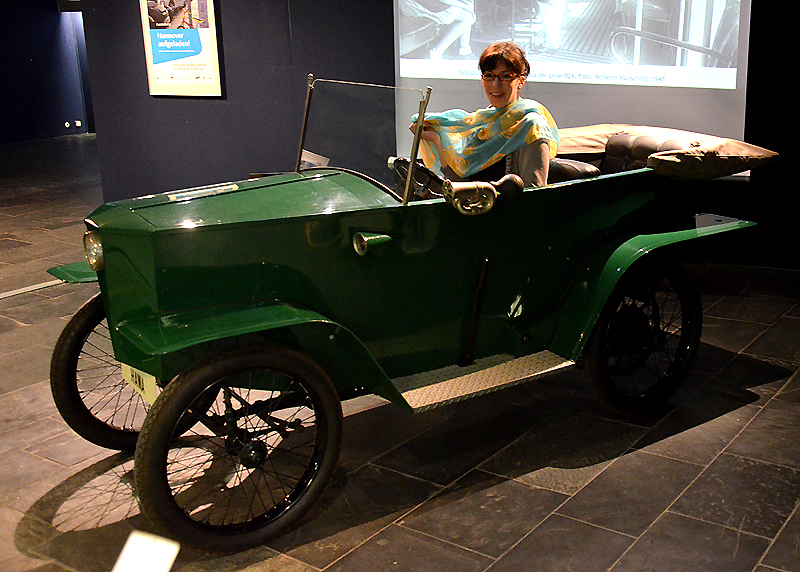
Ein Hawa 40 Volt Elektro-Kleinwagen im Historischen Museum Hannover; mit Kathleen Biercamp, Co-Kuratorin der Ausstellung Hannover aufgeladen!

Von 1921 bis 1923 produzierte das Unternehmen den Hawa 40 Volt Elektro-Kleinwagen sowohl in einer PKW- als auch in einer Kleintransporter-Version.

## Persönlichkeiten in und um das Unternehmen (Auswahl)
- Wilhelm Hahn junior; der gelernte Schlosser und sozialdemokratische Funktionär arbeitete bei HAWA bis 1931.[17]

### HAWA-Nachrichten
Von 1918 bis Anfang 1923 gab die Hannoversche Waggonfabrik AG die firmeneigene Reklame-Zeitschrift HAWA-Nachrichten heraus.

### Weitere
- Friedrich Wilhelm Dahlmann: Denkschrift zum 25jährigen Bestehen der Hawa, Hannoversche Waggonfabrik A.-G. Hannover-Linden, 1898–1923, Edler & Krische, Hannover 1924
- Heinz J. Nowarra: Die Entwicklung der Flugzeuge 1914–1918. J.F.Lehmann, München 1959.
- Kenneth Munson: Kampfflugzeuge 1914–1919: Angriffs- und Trainingsflugzeuge. Orell Füssli, Zürich 1968
- Albert Lefevre: Hannoversche Waggonfabrik „Hawa“ / Hermann Dorner, in ders.: Der Beitrag der hannoverschen Industrie zum technischen Fortschritt. In: Hannoversche Geschichtsblätter, Neue Folge 24 (1970), Heft 3/4, S. 167–298; hier: 220f.
- Günter Kroschel, Helmut Stützer: Die deutschen Militärflugzeuge 1910–1918: in 127 Vierseitenrissen im Maßstab 1:144. Lohse-Eissing, Wilhelmshaven 1977, ISBN 3-920602-18-8
- 750 Jahre Verkehr in und um Hannover. 750 Jahre Verkehr von und nach Hannover, hrsg. vom Förderverein zur Errichtung des Museums der Industrie und Arbeit in Hannover e. V., Niemeyer-Druck, Hannover 1990, S. 244–250
- Alfred Gottwaldt: Die HAWA – Eine fast vergessene Waggonfabrik in Hannover. In: Hannoversche Geschichtsblätter, Neue Folge 47 (1993), S. 195–202.
- Waldemar R. Röhrbein: HAWA, Hannoversche Waggonfabrik AG. In: Klaus Mlynek, Waldemar R. Röhrbein (Hrsg.) u. a.: Stadtlexikon Hannover. Von den Anfängen bis in die Gegenwart. Schlütersche, Hannover 2009, ISBN 978-3-89993-662-9, S. 277.
- Wolfgang Gebhardt: Deutsche Traktoren seit 1907, Stuttgart 2017, ISBN 978-3-613-04006-9